# قاعة راديو سيتي للموسيقى
قاعة راديو سيتي للموسيقى (المعروفة أيضًا باسم راديو سيتي) هو مكان ترفيهي ومسرح يتواجد في 1260 أفينيو أوف ذا أميريكاس، داخل مركز روكفلر، في حي ميدتاون مانهاتن في نيويورك. يُطلق عليه لقب " مكان عرض الأمة "، وهو المقر الرئيسي لفرقة روكيتس . تم تصميم قاعة راديو سيتي للموسيقى على نمط طراز آرت ديكو من قبل إدوارد دوريل ستون ودونالد ديسكي.
تم بناء القاعة على قطعة أرض كانت مخصصة في الأصل لدار الأوبرا متروبوليتان، على الرغم من إلغاء خطط بناء الدار في عام 1929. تم افتتاحه في 27 ديسمبر 1932، كجزء من بناء مركز روكفلر. كانت القاعة  تتسع لـ 5960 مقعدًا وهي الأكبر من بين موقعين تم بناؤهما لقسم "راديو سيتي" في مركز روكفلر، وكان الموقع الآخر هو مسرح RKO Roxy؛ وأصبح اسم "راديو سيتي" ينطبق فقط على قاعة راديو سيتي للموسيقى. وقد حقق نجاحا كبيرا حتى سبعينيات القرن العشرين، عندما أدى تراجع الرعاية إلى دفع المسرح إلى الإفلاس تقريبا. تم تصنيف راديو سيتي كمعلم من معالم مدينة نيويورك في مايو 1978، تم ترميمه وتجديده بشكل شامل في عام 1999، وتم السماح له بمواصلة نشاطه والبقاء مفتوحًا.
انت القاعة مكوّنة من أربعة طوابق، وكانت الأكبر في العالم عند افتتاحها. يضم المسرح أيضًا مجموعة متنوعة من الفنون. ورغم أن راديو سيتي خُصص في البداية لاستضافة العروض المسرحية فقط، إلا أنه تحوّل بعد عام من افتتاحه إلى ما يعرف بـ قصر سينمائي، حيث بدأ في تقديم عروض سينمائية ومسرحية طوال سبعينيات القرن العشرين، وكان موقعًا للعديد من العروض الأولى للأفلام. مع نهاية القرن العشرين وبداية القرن الحادي والعشرين، أصبحت تستضيف بشكل رئيسي الحفلات الموسيقية، بما في ذلك حفلات كبار الموسيقيين في موسيقى البوب والروك، والعروض المسرحية الحية مثل عرض Radio City Christmas Spectacular. كما استضافت راديو سيتي أيضًا أحداثًا متلفزة بما في ذلك جوائز جرامي، وجوائز توني، وجوائز إيمي النهارية، وجوائز MTV Video Music ، ومسودة اتحاد كرة القدم الأميركي، بالإضافة إلى حفلات التخرج الجامعي.

## معرض الصور

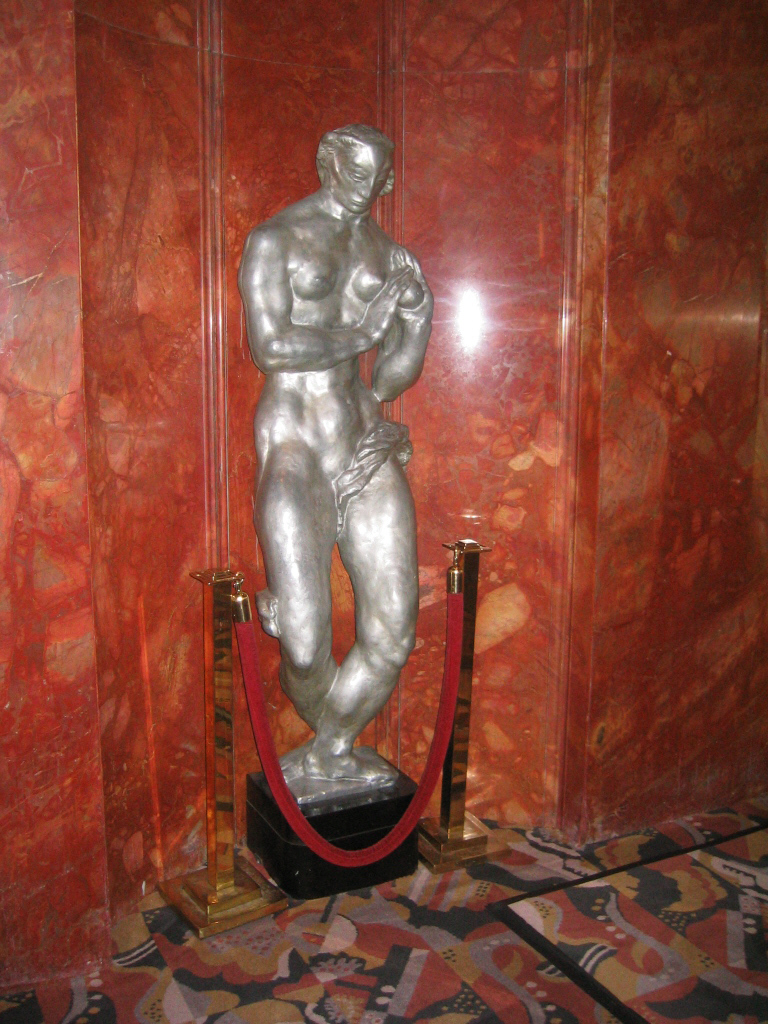
تمثال حواء من إبداع جوين لوكس في الردهة
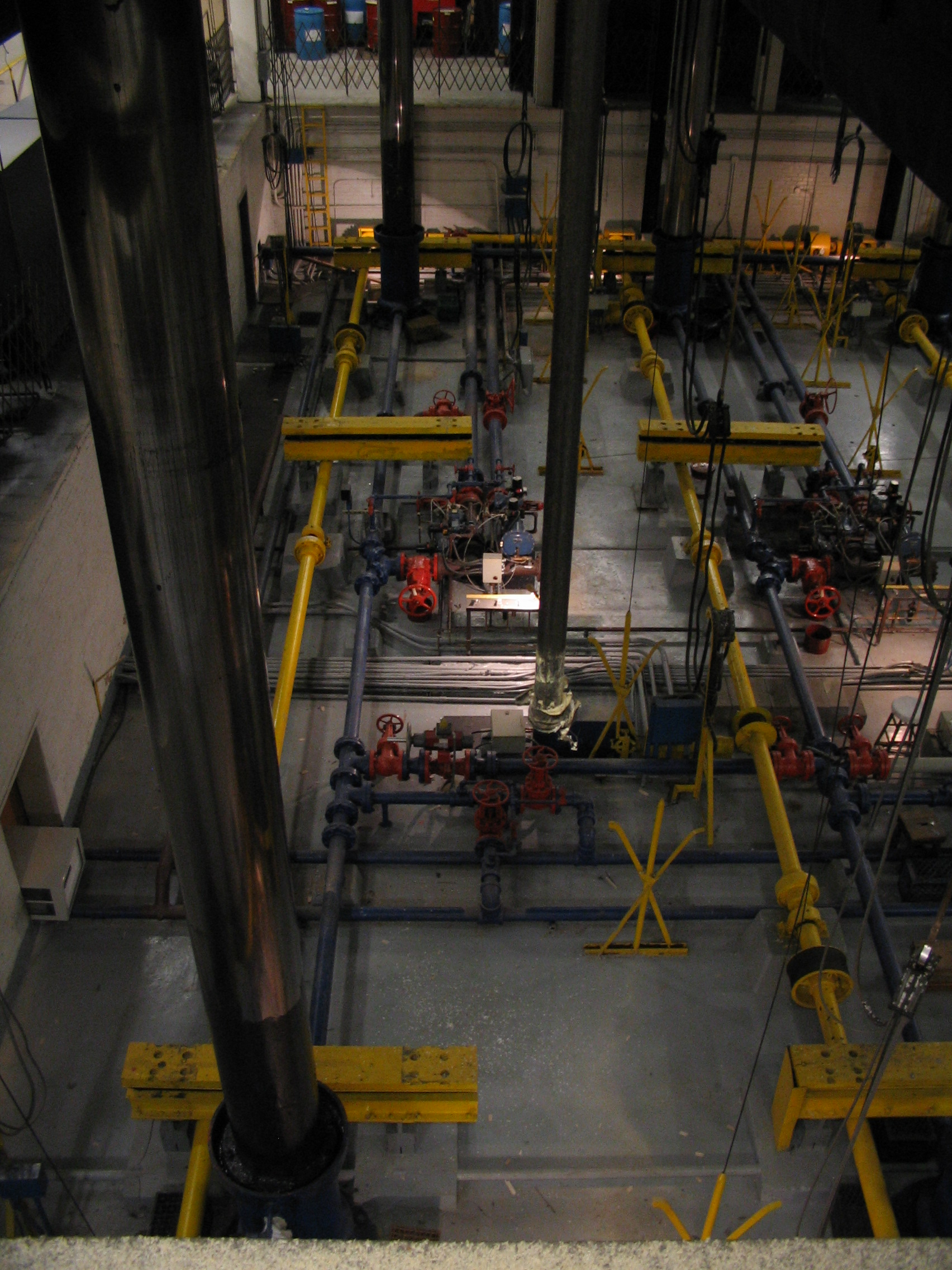
حفرة هيدروليكية أسفل المسرح الرئيسي
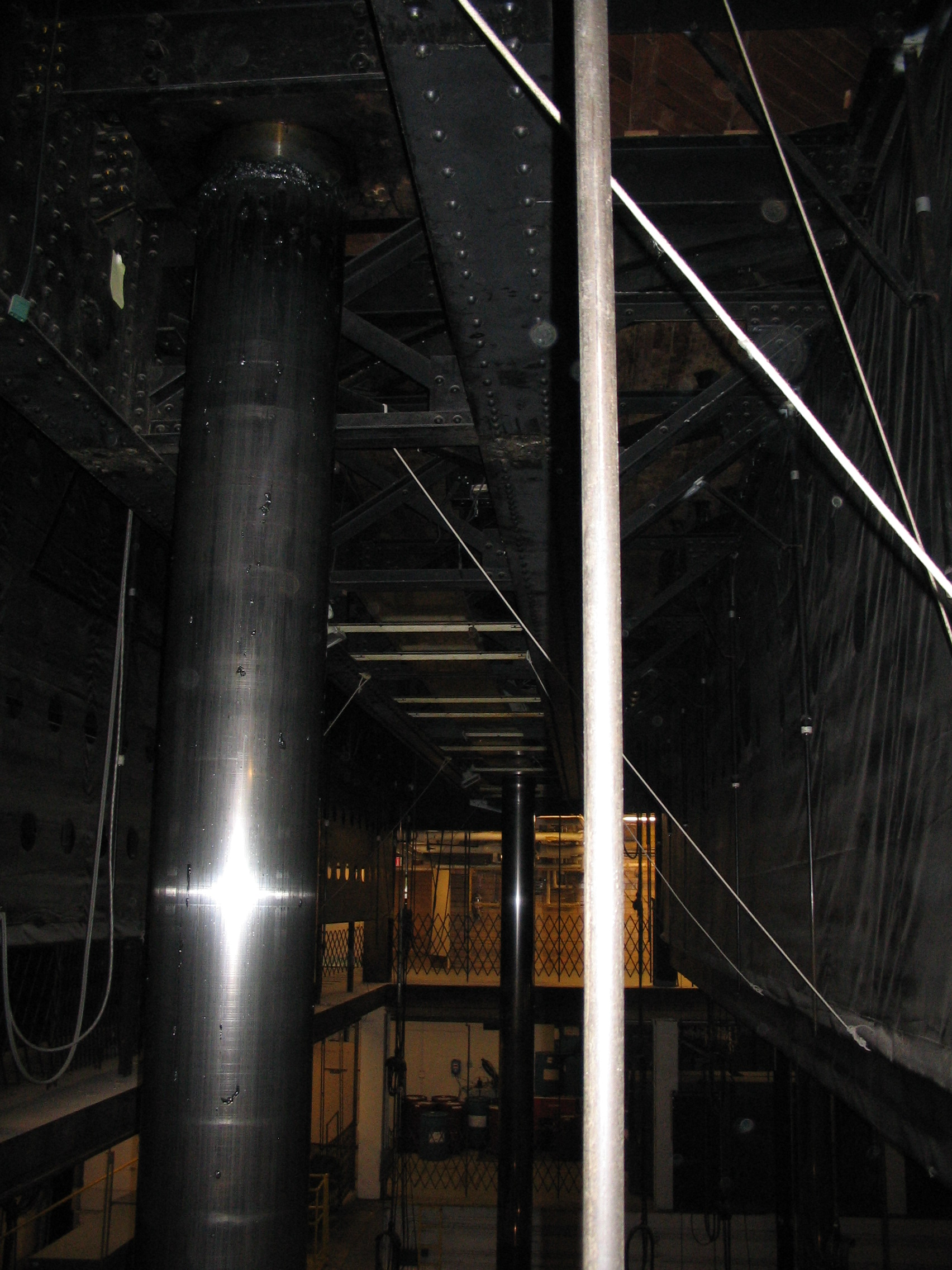
الجزء السفلي من المسرح الكبير
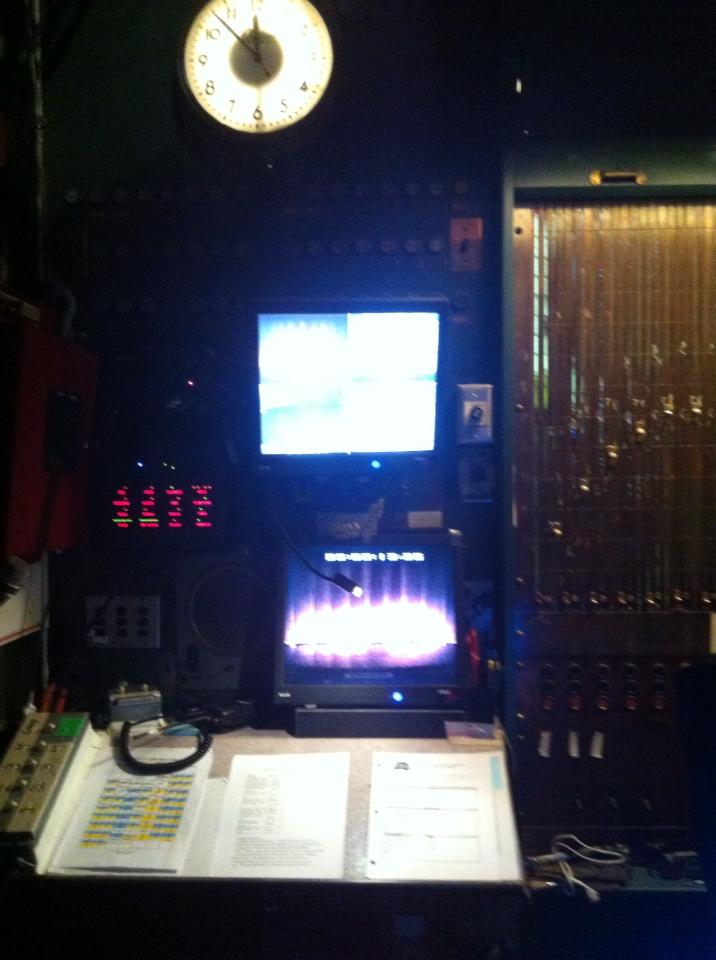
غرفة التحكم الواقعة خلف الكواليس
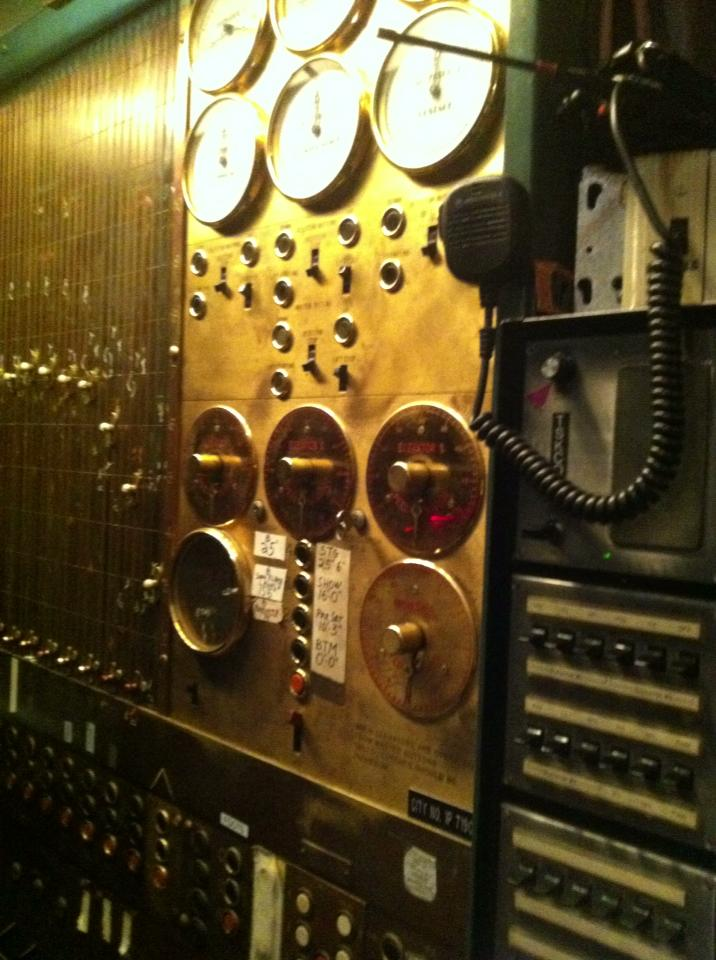
وحدات التحكم الهيدروليكية بالمصعد
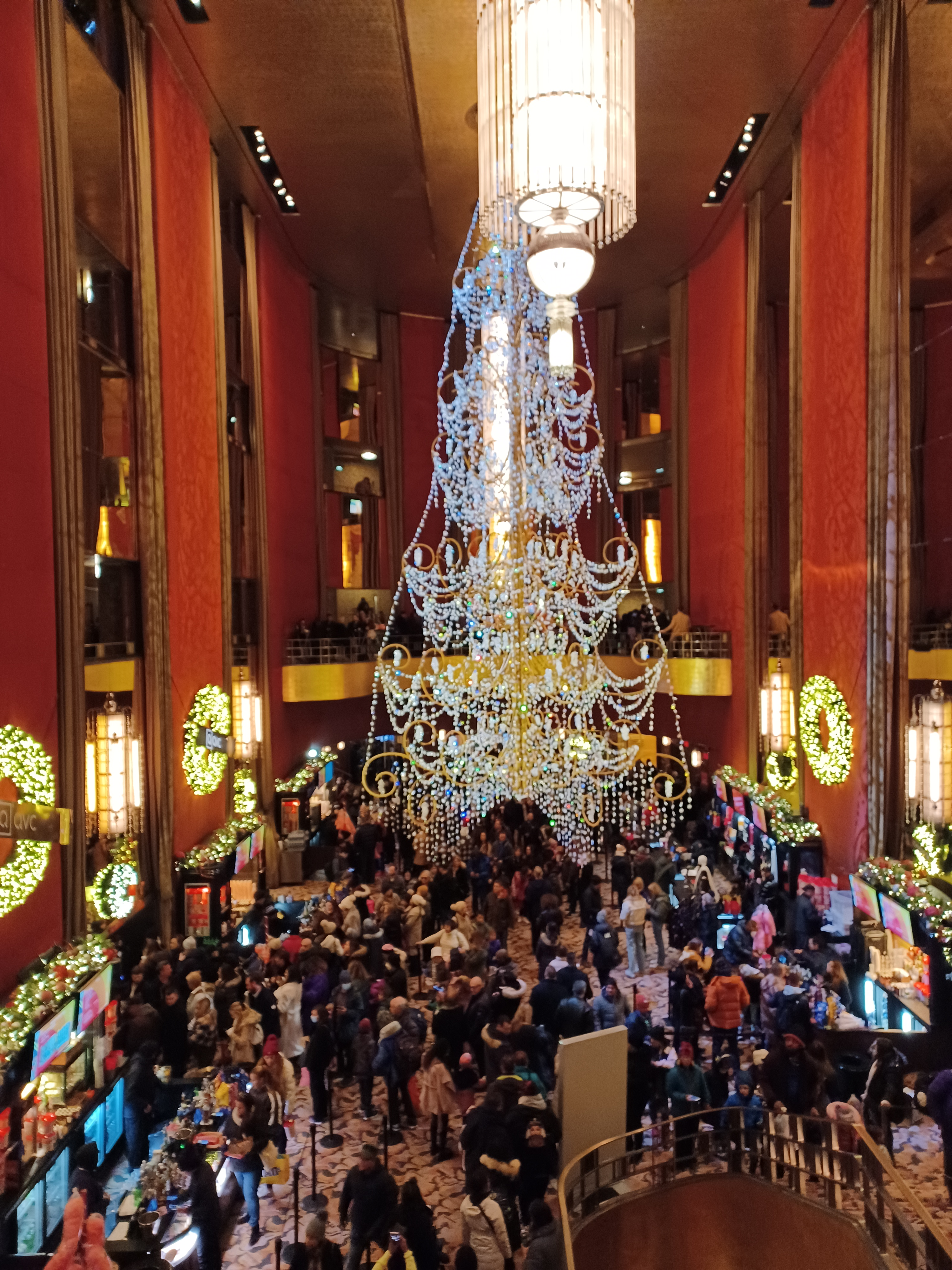
البهو الكبير مزدان بزينة عيد الميلاد احتفالًا بالموسم المذهل